# Eloy Gila
Eloy Gila Marín (Sabadell, provincia de Barcelona, España, 21 de junio de 1988) es un futbolista español. Juega de delantero zurdo y su equipo actual es el CE Manresa de la 3RFEF.

## Trayectoria
Eloy Gila es un jugador formado en el fútbol base de la A. E. Josep María Gene jugando desde Cadete hasta Juvenil. En las categorías anteriores jugó en la Unión Deportiva Sabadell Nord y en el Centre d'Esports Sabadell.
En la temporada 2006-07 finalizó su formación en el fútbol base jugando con el juvenil A de la A.E. Josep María Gene en liga Nacional quedando máximo goleador con 17 goles.
En la siguiente temporada (2007-08) fichó para jugar en el filial de la U. D. Gramenet en Primera División Catalana. Después de dos temporadas en la 2009-10 pasó a jugar con el primer equipo disputando 31 partidos en Segunda División B (Grupo III).
La siguiente temporada 2010-11 ficha por la Pobla de Mafumet, filial del Gimnàstic de Tarragona. Realizando la pretemporada con el Gimnàstic de Tarragona,  llega a ser máximo goleador con 5 goles, lo que motiva que el técnico Luis Cesar Sampedro cuente con él para la plantilla del primer equipo.
Esta ascensión de categorías tan rápida, fue tal que le valió un reportaje en el diario Mundo Deportivo. En el mercado invernal de 2011-12, ficha por el Real Betis Balompié B, filial del Real Betis Balompié cedido, hasta final de temporada.
En enero de 2013 el centrocampista rescindió horas atrás su compromiso como jugador del Gimnàstic, se convierte en refuerzo, hasta final de temporada, de la Unió Esportiva Llagostera.
En la temporada 2013-14 la UE Llagostera consigue el campeonato de Segunda División B (Grupo III) tras imponerse por 1-0 (gol de Eloy Gila) al Elche Ilicitano en la última jornada de liga, convirtiéndose junto a Enric Pi en el máximo goleador del equipo con 11 goles.
En julio de 2016, firma por el Albacete Balompié de la Segunda División de España por dos temporadas. En su segunda temporada, sería cedido al CD Mirandés de la Segunda División B de España.
En la temporada 2018-19, firma por la UE Cornellà de la Segunda División B de España, en el que juega durante cuatro temporadas, incluyendo un ascenso a Primera Federación.
El 28 de septiembre de 2022, firma por el FC Santa Coloma de la Primera División de Andorra.

## Clubes
| Club                      | País    | Periodo   | Liga PJ (Goles) | Copa PJ (Goles) |
| ------------------------- | ------- | --------- | --------------- | --------------- |
| U. D. Gramenet B          | España  | 2007-2009 | 72 (11)         | 0 (0)           |
| U. D. Gramenet            | España  | 2009-10   | 31 (3)          | 0 (0)           |
| Gimnàstic de Tarragona    | España  | 2010-11   | 35 (5)          | 1 (0)           |
| Gimnàstic de Tarragona    | España  | 2011-12   | 4 (0)           | 1 (0)           |
| Real Betis Balompié "B"   | España  | 2011-12   | 14 (2)          | (0)             |
| Gimnàstic de Tarragona    | España  | 2012-13   | 8               | 1               |
| Unió Esportiva Llagostera | España  | 2012-2016 |                 |                 |
| Albacete Balompié         | España  | 2016-2018 |                 |                 |
| C. D. Mirandés (cedido)   | España  | 2017-2018 |                 |                 |
| UE Cornellà               | España  | 2018-2022 |                 |                 |
| FC Santa Coloma           | Andorra | 2022-     |                 |                 |